# HMS Marlborough (F233)
Pour les autres navires du même nom, voir HMS Marlborough.
Le HMS Marlborough est une frégate de type 23 de la Royal Navy.

## Histoire

### Royal Navy
Le Marlborough est le premier navire militaire à venir porter secours à l'USS Cole victime le 12 octobre 2000 d'un attentat à Aden. La frégate, sous le commandement du capitaine Anthony Rix, était en route vers le Royaume-Uni après un déploiement de six mois dans le Golfe et a un détachement médical complet à son bord ; quand son offre d'assistance est acceptée, elle est immédiatement dirigée vers Aden.
Le Marlborough, sous le commandement du capitaine Mark Anderson, participe à la seconde guerre du Golfe.
En juillet 2004, on annonce que le Marlborough serait l'un des trois navires de type 23 à être mis hors service d'ici fin 2006.
En octobre 2004, le Marlborough est envoyé pour aider le NCSM Chicoutimi, à la dérive au large du nord-ouest de l'Irlande, et arrive sur le lieu où sont présents Wave Knight et le Montrose. D'autres navires arrivent ensuite, notamment le RFA Argus.

### Marine chilienne
Les réductions de la défense britannique de 2003 poussent à vendre le Marlborough avant mars 2006. En juin 2005, on annonce que la frégate sera vendue à la Marine chilienne. La Marine chilienne accueille officiellement le navire sous le nom de Almirante Condell lors d'une cérémonie de mise en service le 28 mai 2008. Le vaisseau est le dernier des trois anciennes frégates de type 23 de la Royal Navy à être livrées au Chili, en vertu d'un accord de vente pour 134 millions de £ signé en septembre 2005. Il rejoint ses sister-ships, le Norfolk et le Grafton, remis respectivement en novembre 2006 et en mars 2007.